# Paradise (What About Us?)
„Paradise (What About Us?)“ е първият сингъл от шестия пореден студиен албум на холандската симфонична метъл група Уидин Темптейшън. На 27 септември 2013 е издадено EP, представящо демо версиите на три от песните от албума, а също така и музикален клип към едноименния сингъл. EP-то достига четвърто място в европейската музикална класация на iTunes още в деня на излизането си и 17-а позиция в световната класация.

## История
В края на май 2013, групата започва процеса на завършване на вокалите за албума. През следващия месец бива записан първият музикален клип към новия албум. Идеята за него идва през май и е дело на вокалистката на Уидин Темптейшън – Шарън ден Адел, която определя стила и подбира дрехите за клипа. На 12 юни 2013 групата пуска тийзър трейлър на предстоящия клип, но без да бъдат разкривани имена. Следващия месец групата разкрива името на първия главен сингъл – „Paradise (What About Us?)“. На 13 септември групата оповестява официално, че Таря Турунен ще бъде гост-вокал в главния сингъл.

## Списък с песните
| №  | Име                                                     | Време |
| -- | ------------------------------------------------------- | ----- |
| 1. | Paradise (What About Us?) (с участието на Таря Турунен) | 5:21  |
| 2. | Let Us Burn (демо)                                      | 5:38  |
| 3. | Silver Moonlight (демо)                                 | 5:14  |
| 4. | Dog Days (демо)                                         | 4:56  |